# Utrista
Utrista är en bergstopp i Antarktis. Den ligger i Östantarktis. Norge gör anspråk på området. Toppen på Utrista är 1 564 meter över havet.
Terrängen runt Utrista är lite kuperad. Trakten är obefolkad. Det finns inga samhällen i närheten.